# Pancerniki typu Revenge
Pancerniki typu Revenge – seria pięciu brytyjskich pancerników zbudowanych podczas I wojny światowej. Stanowiły ostatni typ brytyjskich drednotów. Wszystkie służyły aktywnie także podczas II wojny światowej, w której utracono jeden – „Royal Oak”, zatopiony w głośnych okolicznościach przez niemiecki okręt podwodny w bazie Scapa Flow. Określane też są często w literaturze jako typ R (od inicjałów nazw okrętów) lub Royal Sovereign, lecz oryginalnym oznaczeniem Admiralicji z czasu powstania okrętów był typ Revenge.

## Historia powstania
Pancerniki typu Revenge wywodziły się z konstrukcji pancerników poprzedniego typu Queen Elizabeth, będąc jego przeprojektowaną – nieznacznie pomniejszoną i tańszą w budowie wersją pochodną. Okręty typu Queen Elizabeth dzięki dużej mocy siłowni dysponowały wysoką, niespotykaną do tej pory u pancerników, prędkością a także były pierwszymi, na których zastosowano działa nowego, największego kalibru 381 mm. Ich opancerzenie również przewyższało poprzednie brytyjskie pancerniki. Nowe pancerniki typu Revenge miały dysponować taką samą mocą bojową – uzbrojeniem i opancerzeniem, lecz zrezygnowano w nich z wymogu rozwijania dużej prędkości, stosując tańsze siłownie o mniejszej mocy (według pierwotnego projektu 31 tys. KM wobec 56 tys. KM w Queen Elizabeth). Początkowo planowano też odwrót od opalania kotłów wyłącznie paliwem płynnym, jak w typie Queen Elizabeth, i zaprojektowano kotłownie opalane częściowo węglem, bojąc się uzależnienia floty od dostaw ropy z zagranicy. Ostatecznie jednak w styczniu 1915 roku zrezygnowano z opalania mieszanego i okręty przeprojektowano na zastosowanie kotłów opalanych tylko bardziej wydajnym paliwem płynnym. Pozwoliło to na podniesienie mocy napędu do 40 tys. KM i prędkości projektowej do 23 węzłów, niewiele tylko niższej od Queen Elizabeth. Ostatecznie prędkość okrętów po zbudowaniu, z powodu zastosowania bąbli przeciwtorpedowych, była niższa – 21,5 węzła, typowa dla pancerników tego okresu. Główną zewnętrzną cechą odróżniającą typ Revenge od okrętów typu Queen Elizabeth (przed ich modernizacją) był jeden zamiast dwóch kominów. Przy podobnej grubości opancerzenia, ulepszono jednak jego układ: wewnętrzny pokład pancerny umieszczono na większej wysokości, a część pancerza burtowego o maksymalnej grubości 330 mm rozciągała się na większej powierzchni w pionie (pancerz ten był optymalizowany do starć na krótkich dystansach).
Planowano budowę ośmiu okrętów, lecz zbudowano pięć, a zamówienie na trzy dalsze nierozpoczęte wstrzymano 26 sierpnia 1914 roku. Ostatecznie z budowy jednego okrętu „Resistance” zrezygnowano, a dwa dalsze zamówienia przeniesiono na budowę nowych krążowników liniowych, o tych samych nazwach: „Renown” i „Repulse”.
| nazwa           | położenie stępki, stocznia             | wodowanie  | wejście do służby | los                  |
| --------------- | -------------------------------------- | ---------- | ----------------- | -------------------- |
| Revenge         | 22.12.1913, Vickers, Barrow-in-Furness | 29.05.1915 | 03.1916           | wycof. 1948          |
| Royal Sovereign | 15.01.1914, Portsmouth                 | 29.04.1915 | 18.04.1916        | wycof. 1949          |
| Royal Oak       | 15.01.1914, Devonport                  | 17.11.1914 | 01.05.1916        | zatopiony 14.10.1939 |
| Resolution      | 29.11.1913, Palmers                    | 14.01.1915 | 30.12.1916        | wycof. 1948          |
| Ramillies       | 12.11.1913, Beardmore                  | 12.09.1916 | 01.09.1917        | wycof. 1948          |

## Opis konstrukcji, modernizacje

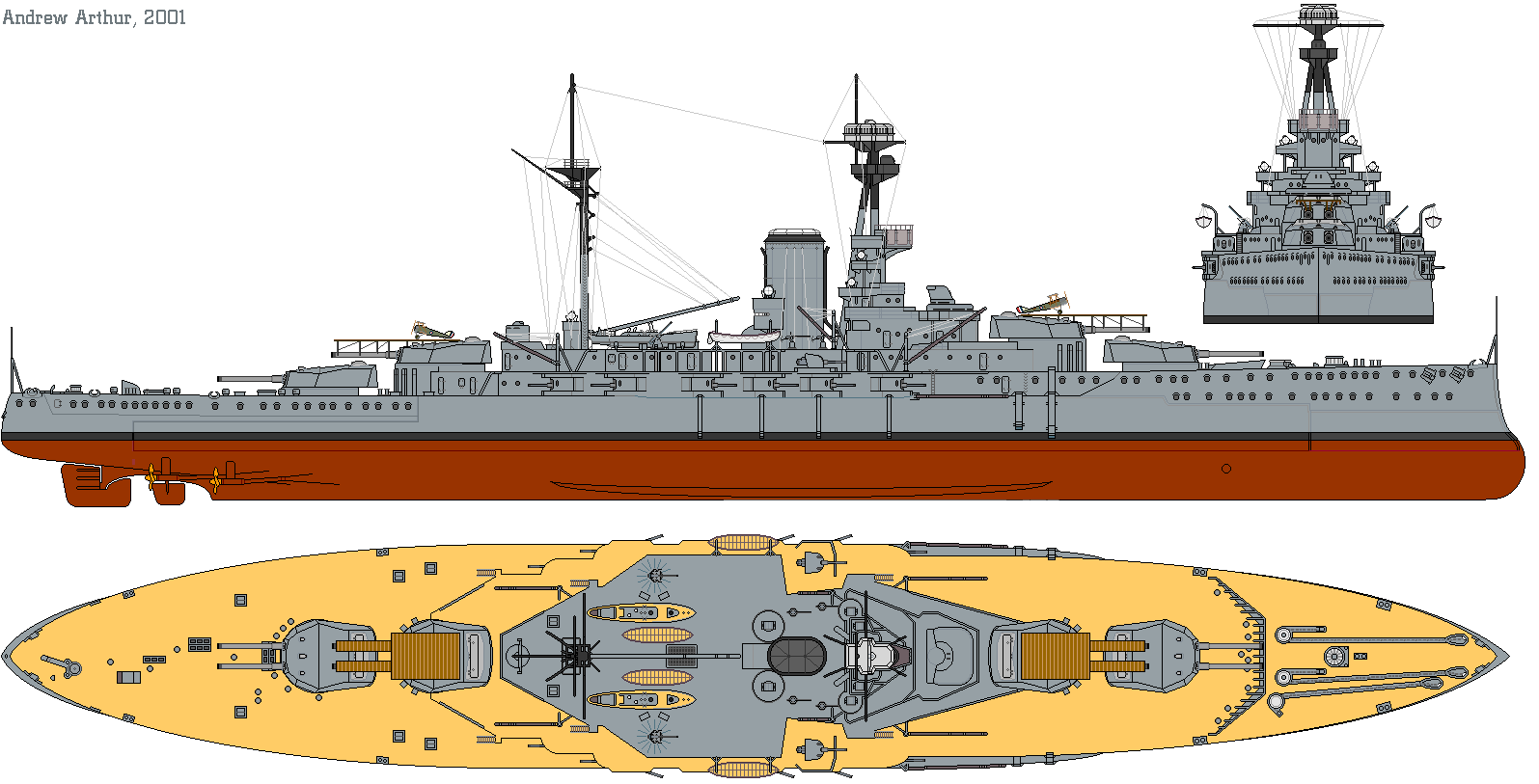
HMS „Revenge” w 1916 roku (z platformami startowymi samolotów na wieżach B i X)

Architektura okrętów była klasyczna dla późnych brytyjskich drednotów, z całością artylerii głównej umieszczoną w czterech wieżach we wzdłużnej linii okrętu (oznaczonych, od dziobu: A, B, X, Y), zgrupowanych po dwie na dziobie i rufie w superpozycji, oraz z artylerią średnią w kazamatach. Dzięki pojedynczemu kominowi za mało rozbudowaną nadbudówką dziobową, miały one zwartą sylwetkę. Kadłub miał podwyższony pokład dziobowy na ok. ⅔ długości okrętu, aż do barbety wieży X. Pokład ten był węższy od położonego niżej pokładu górnego. Na śródokręciu przykrywał on znajdujące się na pokładzie głównym kazamaty dział 152 mm – po 6 na każdej burcie. Dalsze działa – po jednym na każdej burcie – ustawione były na stanowiskach na pokładzie nad baterią, osłonięte maskami. Dziobnica miała formę taranową, lekko wysuniętą do przodu.
Na śródokręciu znajdował się kompleks nadbudówek, obejmujący barbetę wieży B (nr 2). Za wieżą B znajdowało się pancerne stanowisko dowodzenia, z opancerzonym stanowiskiem dalmierza na dachu. Za nim znajdowała się krótka wieżowa nadbudówka, połączona z trójnożnym masztem dziobowym, typowa dla brytyjskich pancerników, z rozbudowanym stanowiskiem obserwacyjnym na szczycie masztu. Dalej był pojedynczy komin i pokład łodziowy, po czym palowy (później trójnożny) maszt rufowy z dźwigiem do łodzi. Kompleks nadbudówek kończył się przed wieżą X (nr 3), umieszczoną na wysokiej barbecie.
Główny burtowy pas pancerny miał jednolitą grubość 330 mm i rozciągał się od osi wieży A do osi wieży Y (nr 4). Miał on wysokość 4,15 m, w tym 2,135 m znajdowało się poniżej konstrukcyjnej linii wodnej. Nad głównym pasem znajdował się górny pas o grubości 152 mm, od osi wieży A do osi wieży X, sięgając do pokładu górnego. Dalej w kierunku dziobu i rufy burty były opancerzone pasem z płyt o malejącej grubości 152 mm i dalej 102 mm (nie dochodząc do samego dziobu i rufy). Od przodu i od tyłu przestrzeń między pasami: głównym i górnym zamknięta była grodziami pancernymi grubości 152 mm, tworząc pancerną cytadelę. Gródź przednia utworzona była z płyt umieszczonych pod kątem, łączących krawędź obu pasów z przednią krawędzią barbety wieży A, a gródź tylna łączyła analogicznie skraj głównego pasa z tylną krawędzią barbety wieży Y (w przypadku górnego pasa, gródź tylna łączyła się z osią symetrii barbety wieży X). Cytadelę przykrywał pokład górny, o grubości od 32 do 38 mm na odcinku między wieżami A i Y. Umieszczony wewnątrz cytadeli pokład główny miał grubość 51 mm na zewnętrznych skosach i 25,4 mm w środkowej części, przy czym skosy znajdowały się między burtami a wzdłużną grodzią, przebiegającą między pokładem głównym a międzypokładem, o grubości 19 mm. Poza cytadelą, w części dziobowej był opancerzony pokład dolny, o grubości 25,4–63,5 mm, a w części rufowej międzypokład, o grubości 51–102 mm. Kadłub chroniony był również wewnątrz pancernymi grodziami poprzecznymi o grubości do 102 mm, oraz wzdłużnymi grodziami przeciwtorpedowymi o grubości 25,4–38 mm.
Wieże artylerii miały opancerzenie grubości 330 mm od czoła i 279 z boków i od tyłu. Odnośnie do grubości dachów, podawane są rozbieżne dane od 108 przez 114 do 127 mm. Barbety wież miały zróżnicowaną i niejednolitą, grubość w zakresie od 102 do 254 mm. Kazamaty artylerii średniej były chronione z boków pancerzem 152 mm, na wysokość pomiędzy pokładem górnym a dziobowym, a od góry były przykryte pokładem grubości 25,4 mm. Ściany rozdzielające kazamaty poszczególnych dział miały grubość 38 mm, zaś same osłony armat miały grubość 76,2 mm. Wieża dowodzenia miała ściany grubości 279 mm, dach 76,2 mm i podłogę 102 mm. Łączna masa pancerza wynosiła ok. 8240 ts.
Ostatni z okrętów „Ramillies” otrzymał jeszcze podczas budowy tzw. bąble (ang. bulges) – dodatkowe zewnętrzne przedziały przeciwtorpedowe, wypełnione m.in. rurami stalowymi i wodą, zwiększające szerokość kadłuba z 27 do 31,2 m i wyporność pełną do 33 540 t. Jeszcze do wiosny 1918 roku zmodernizowano w ten sposób „Revenge” i „Resolution”, a po I wojnie światowej „Royal Sovereign” i „Royal Oak”. Prędkość okrętów mimo to nie zmalała i wynosiła ok. 21,5 węzłów. Okręty różniły się po modernizacji nieco szerokością. Na „Royal Oak” zastosowano wyższe bąble, dochodzące prawie do pokładu głównego na śródokręciu, takie same zastosowano później na „Ramillies”. W 1918 roku zastosowano na okrętach platformy startowe dla samolotów z podwoziem kołowym, na dachach wież B i X (nr 2 i 3), lecz zostały one wkrótce zdemontowane.

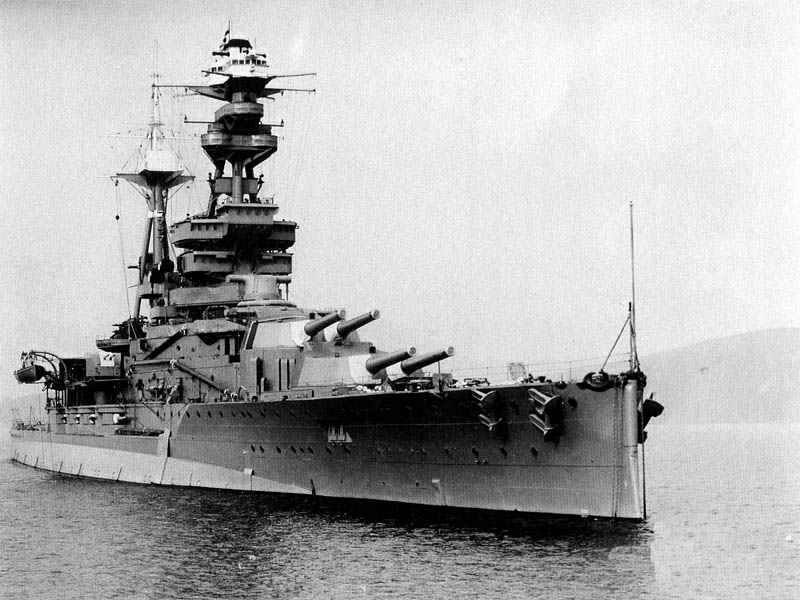
HMS „Royal Oak” w 1937 roku

W odróżnieniu od typu Queen Elizabeth, okręty typu R podlegały jedynie niewielkim modernizacjom w okresie międzywojennym. W latach 20. zdjęto z nich 2 działa 152 mm umieszczone na pokładzie i dodano 4 pojedyncze działa przeciwlotnicze 102 mm Mk V, zamienione następnie pod koniec lat 30. przez 4 podwójne stanowiska dział 102 mm Mk XVI w półwieżach. W latach 30. dodano także 2 ośmiolufowe stanowiska automatycznych działek plot 40 mm Mk VIII („pom-pomów”) i 2 poczwórnie sprzężone wkm-y plot oraz usunięto nieprzydatne podwodne wyrzutnie torpedowe. Na „Resolution” i „Royal Oak” umieszczono na dachu wieży X katapultę dla lekkich wodnosamolotów. Jedynie na „Royal Oak” w latach 1934–1936 wzmocniono opancerzenie pokładu, do 127 mm nad komorami amunicyjnymi i 90 mm nad maszynownią. Ustawiono na nim też 4 pojedyncze nadwodne wyrzutnie torpedowe.
Podczas II wojny światowej okręty również nie przechodziły większych modernizacji, jedynie na „Royal Sovereign”, „Resolution” i „Ramillies” pogrubiono w 1942 roku pancerz nad komorami amunicyjnymi o 50 mm, a w 1943 roku zdemontowano dwa działa 152 mm na „Resolution” i 4 na pozostałych. Zwiększano natomiast małokalibrową artylerię przeciwlotniczą: w latach 1941–1942 zdejmowano wkm-y i dodawano dwa czterolufowe stanowiska „pom-pomów” 40 mm Mk VIII oraz 10 działek 20 mm Oerlikon. W 1943 roku liczba działek 20 mm na „Ramillies” wzrosła do 20 (w 1944 – 23), na „Royal Sovereign” do 30 (w 1944 – 26). Montowano także od 1941 roku wyposażenie radarowe. Wyporność pełna okrętów pod koniec wojny wynosiła: „Ramillies” – 35 390 t, „Resolution” – 34 700 t, „Revenge” – 33 560 t.

## Służba w skrócie
Więcej w artykułach o poszczególnych okrętach
Okręty tego typu wchodziły do służby w latach 1916–1917 i wzięły udział w działaniach drugiej połowy I wojny światowej. „Revenge” i „Royal Oak” zdążyły wziąć udział w bitwie jutlandzkiej, po której nie dochodziło już do starć z niemieckimi okrętami liniowymi.
Pancerniki typu R przed wybuchem II wojny światowej były już przestarzałe i zamierzano je wycofać po wejściu do służby okrętów typu King George V, lecz wybuch wojny zdezaktualizował te zamiary. Były one aktywnie używane bojowo do 1944 roku, aczkolwiek do zadań ograniczonych ich możliwościami, m.in. eskorty konwojów i wsparcia operacji desantowych, głównie na Atlantyku i Oceanie Indyjskim.
HMS „Royal Oak” został zatopiony 14 października 1939 roku jako pierwszy pancernik podczas II wojny światowej, na skutek śmiałego rajdu niemieckiego okrętu podwodnego U-47 dowodzonego przez Günthera Priena, wewnątrz głównej bazy brytyjskiej floty Scapa Flow. Pozostał on jednak jedynym utraconym okrętem typu Revenge.
„Resolution” brał udział w bombardowaniu francuskiej floty w Mers el-Kebir 2 lipca 1940 roku oraz operacji Menace przeciw francuskiemu Dakarowi, podczas której 25 września 1940 roku został uszkodzony torpedą przez francuski okręt podwodny „Bévéziers”, po czym był remontowany w Wielkiej Brytanii i USA do października 1941 roku.

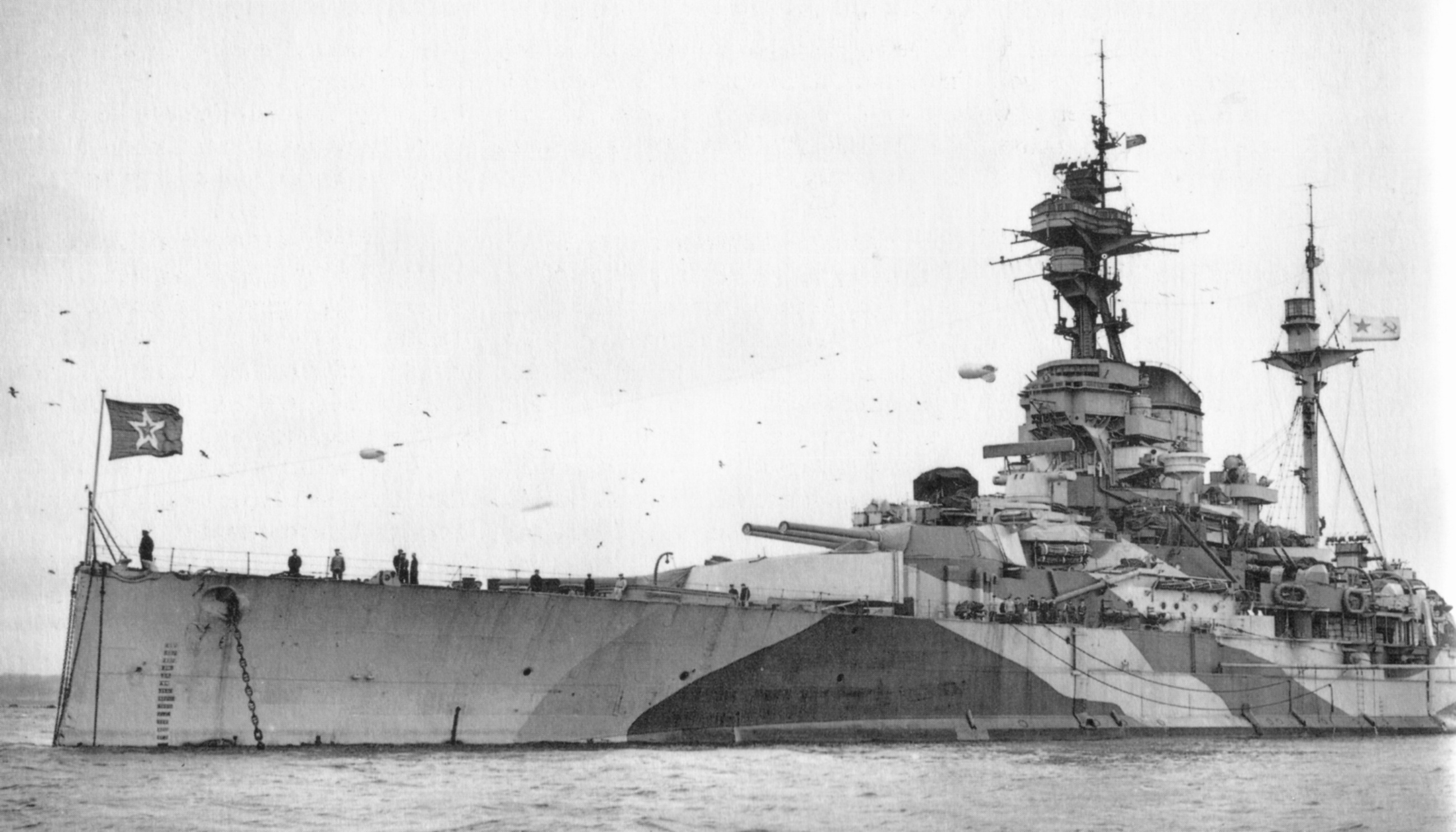
HMS „Royal Sovereign” jako radziecki „Archangielsk”

„Ramillies” brał udział w desancie na francuski Madagaskar, podczas którego został 30 maja 1942 roku uszkodzony torpedą przez japoński miniaturowy okręt podwodny M-20b. Remont trwał do czerwca 1943 roku. „Ramillies” wspierał następnie w czerwcu 1944 roku lądowanie w Normandii i w sierpniu 1944 roku na południu Francji, po czym w marcu 1945 roku został wycofany ze służby operacyjnej.
W 1944 roku „Revenge” i „Resolution” wycofano do rezerwy. HMS „Royal Sovereign” 30 maja 1944 roku wypożyczono marynarce wojennej ZSRR, gdzie służył we Flocie Północnej pod nazwą „Archangielsk”, po czym po wojnie został zwrócony Wielkiej Brytanii.